# 事假
事假是指勞工因個人事務，請雇主請假的假別。目前在包括中華民國等國在勞動法律中有規定天數。